# Józef Burhardt

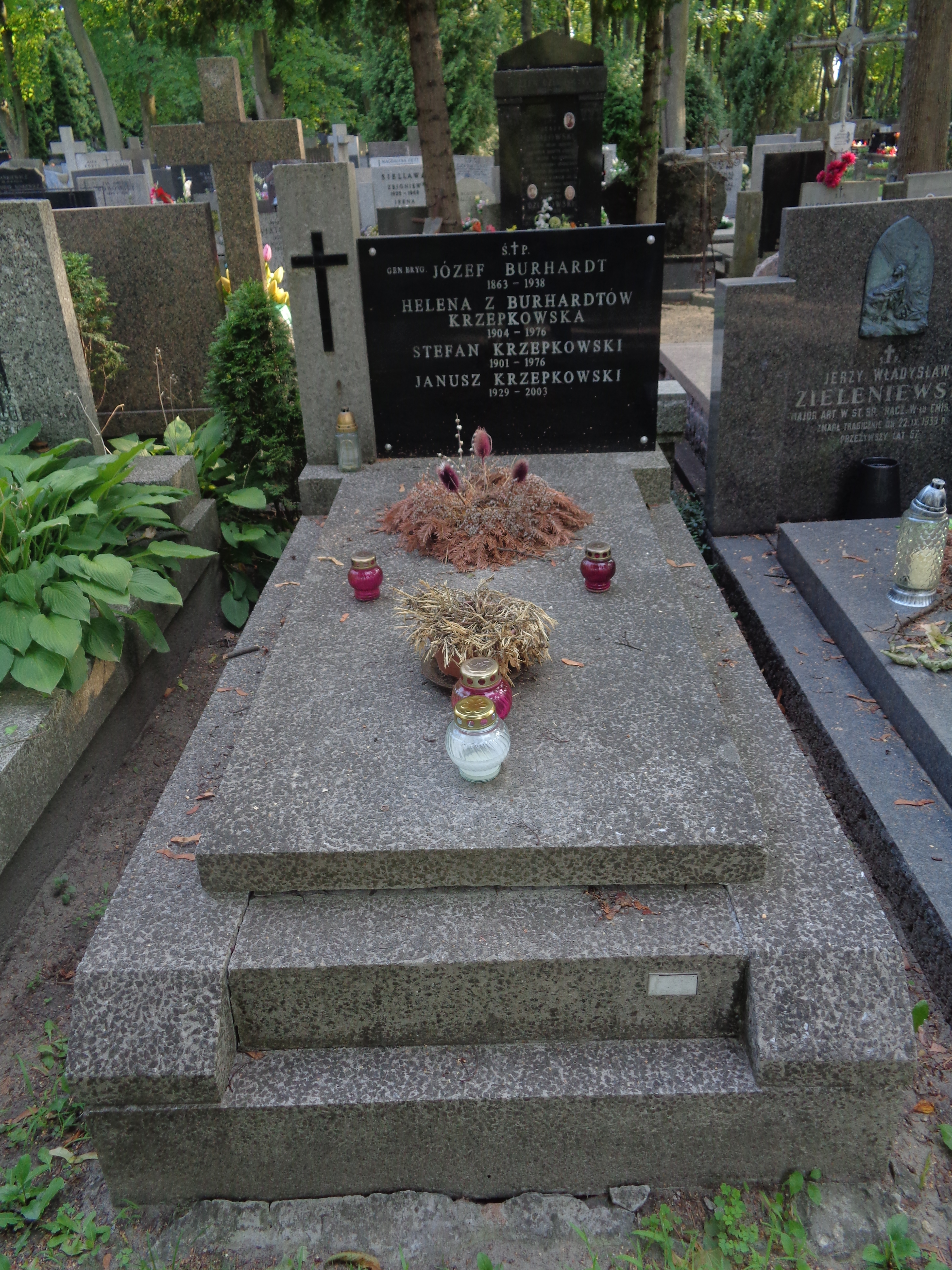
Grób Józefa Burhardta na cmentarzu Powązki Wojskowe w Warszawie

Józef Burhardt (ur. 1 kwietnia 1863 w Kutnie, zm. 5 października 1938 w Opaleniu) – generał brygady Wojska Polskiego.

## Życiorys
Józef Burhardt urodził się 1 kwietnia 1863 w Kutnie, w rodzinie Stanisława i Aleksandry z Chodeckich. Absolwent Korpusu Kadetów w Petersburgu, szkoły junkrów piechoty i Mikołajewskiej Szkoły Inżynieryjnej. W 1904 został naczelnym inspektorem Syberyjskiego Okręgu Wojskowego. Podczas I wojny światowej inspektor inżynier. W 1909, w stopniu podpułkownika, pełnił służbę w Irkuckiej Junkierskiej Szkole Piechoty w Irkucku na stanowisku wykładowcy. Od 10 czerwca 1919 w Wojskach Polskich na Syberii.

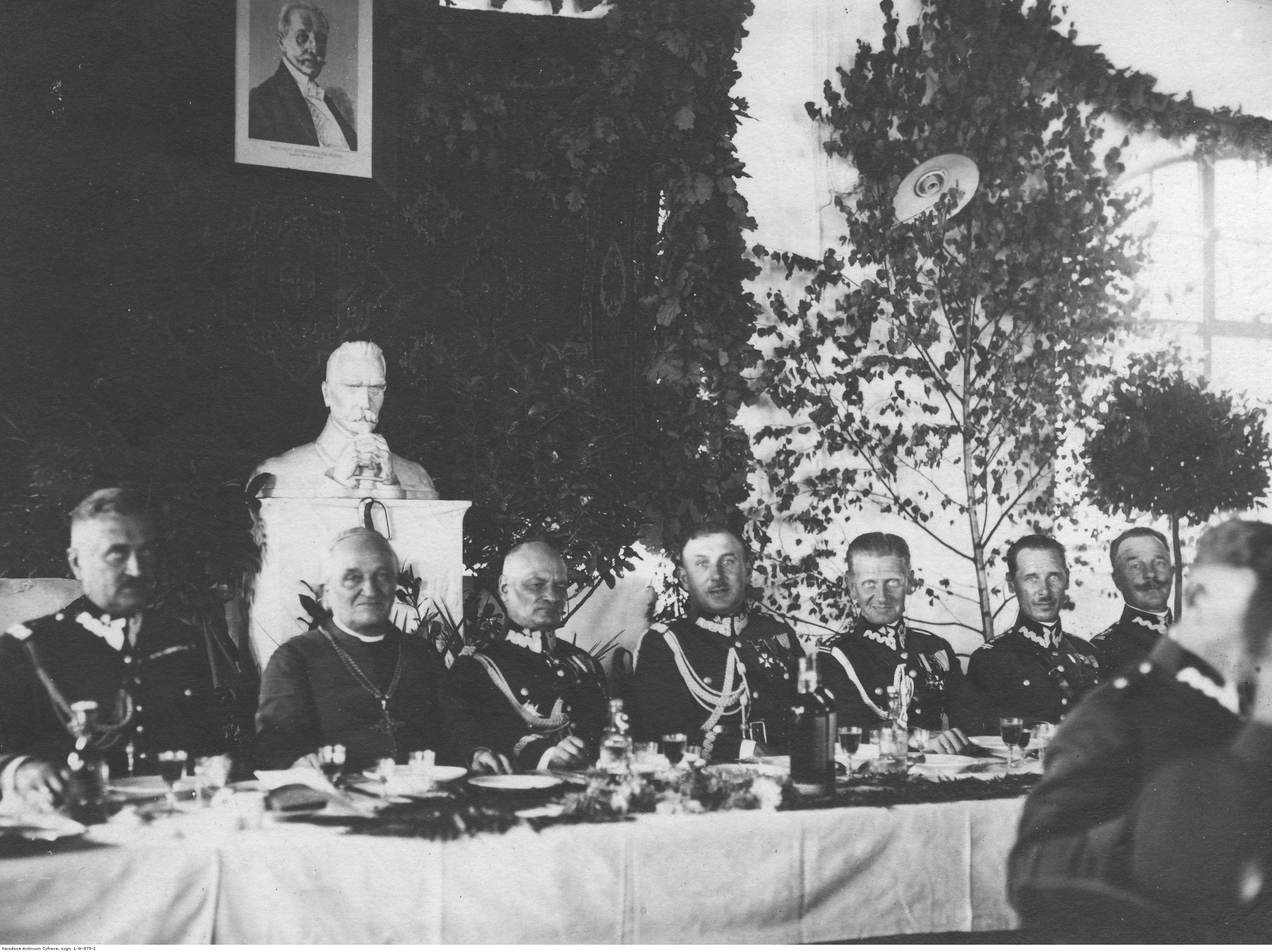
Promocja podchorążych w Szkole Podchorążych Artylerii w Toruniu - uroczyste śniadanie; gen. Józef Burhardt pierwszy z lewej, 15 sierpnia 1929

Po powrocie do Polski do 10 marca 1921 roku był szefem saperów w Dowództwie Okręgu Generalnego „Warszawa”. Od 19 sierpnia 1921 roku był kierownikiem Departamentu VI Technicznego Ministerstwa Spraw Wojskowych w Warszawie. Od 1 marca 1922 roku w rezerwie oficerów sztabowych DOK I Warszawa.
Z dniem 1 listopada 1922 roku został przeniesiony w stan spoczynku, w stopniu pułkownika, z prawem noszenia munduru. 26 października 1923 Prezydent RP, Stanisław Wojciechowski zatwierdził go w stopniu generała brygady ze starszeństwem z dniem 1 czerwca 1919 roku. Zamieszkał w folwarku Opalenie, gdzie zmarł. Pochowany na cmentarzu Powązki Wojskowe w Warszawie (kwatera 12A-1-25).
Był żonaty z Heleną z Gozdeckich, z którą miał córkę Helenę.
Autor wydanej w 1923 roku nakładem Wojskowego Instytutu Geograficznego roku książki „Fortyfikacja stała”.

## Awanse
- chorąży (Прапорщик) - 1882
- podporucznik (Подпоручик) - 1884
- porucznik (Поручик) - 1887
- sztabskapitan (Штабс-капитан) - 1891
- kapitan (Капита́н) - 1895
- podpułkownik (Подполковник) - 1905
- pułkownik (Полковник) - 1910
- generał brygady - 26 października 1923

## Ordery i odznaczenia
- Złoty Krzyż Zasługi (10 listopada 1928)[8]